# ŽOK Spartak
ŽOK Spartak est un club serbe de volley-ball fondé en 1945 et basé à Subotica, évoluant pour la saison 2019-2020 en Superliga.

## Palmarès
- Championnat de Yougoslavie
  - Finaliste : 1946, 1949, 1951.
- Coupe de Serbie-et-Monténégro
  - Finaliste : 1996, 2005.
- Championnat de Serbie
  - Finaliste : 2010, 2012, 2013, 2015[1]
- Coupe de Serbie
  - Finaliste : 2012.

## Effectifs

### Saison 2020-2021
| No                                        | Nom                                       | Date de naissance                         | Taille                         | Poids                          | Poste                          |
| ----------------------------------------- | ----------------------------------------- | ----------------------------------------- | ------------------------------ | ------------------------------ | ------------------------------ |
| 2                                         | Katarina Gajević                          | 12 octobre 2000                           | 182                            | 66                             | Réceptionneuse-attaquante      |
| 3                                         | Dragana Korolija                          | 16 juillet 2005                           | 180                            |                                | Réceptionneuse-attaquante      |
| 4                                         | Mina Dragović                             | 15 février 2000                           | 187                            | 75                             | Centrale                       |
| 6                                         | Nevena Vidojević                          | 14 juin 2001                              | 192                            | 76                             | Réceptionneuse-attaquante      |
| 8                                         | Aleksandra Tadić                          | 24 décembre 1997                          | 174                            | 60                             | Libero                         |
| 9                                         | Dunja Jurić                               | 8 avril 2003                              | 178                            |                                | Réceptionneuse-attaquante      |
| 10                                        | Bojana Drčić                              | 23 juillet 2002                           | 176                            |                                | Réceptionneuse-attaquante      |
| 11                                        | Iva Džaković                              | 16 septembre 2002                         | 182                            |                                | Centrale                       |
| 12                                        | Ana Jeković                               | 1er novembre 1997                         | 185                            | 73                             | Centrale                       |
| 13                                        | Bjanka Stojanović                         | 13 mars 2004                              | 185                            |                                | Attaquante                     |
| 16                                        | Elena Baic                                | 31 août 2005                              | 175                            |                                | Passeuse                       |
| 20                                        | Sonja Milanović                           | 11 janvier 1992                           | 187                            | 72                             | Réceptionneuse-attaquante      |
| 25                                        | Milana Vasić                              | 8 février 2004                            | 178                            |                                | Passeuse                       |
| 27                                        | Vasja Filipović                           | 17 octobre 2002                           | 182                            |                                | Centrale                       |
| 32                                        | Ana Simonović                             | 23 octobre 2003                           | 180                            |                                | Réceptionneuse-attaquante      |
| 39                                        | Elena Vukmanov Simokov                    | 22 janvier 2005                           | 183                            |                                | Réceptionneuse-attaquante      |
|                                           |                                           |                                           |                                |                                |                                |
| Encadrement technique                     | Encadrement technique                     |                                           | Légende                        | Légende                        | Légende                        |
| Entraîneur : Mirjana Musulin              | Entraîneur : Mirjana Musulin              | Entraîneur : Mirjana Musulin              | : Capitaine                    | : Capitaine                    | : Capitaine                    |
| Entraîneur(s) adjoint(s) : Damir Petković | Entraîneur(s) adjoint(s) : Damir Petković | Entraîneur(s) adjoint(s) : Damir Petković | : Joueuse blessée actuellement | : Joueuse blessée actuellement | : Joueuse blessée actuellement |